# Orecchie (film)
Orecchie è un film del 2016 diretto e sceneggiato da Alessandro Aronadio.
Girato in bianco e nero e con un rapporto d'aspetto che varia da un formato quadrato 1:1 a un moderno 1,85:1, il film è una commedia interpretata da Daniele Parisi, Silvia D'Amico, Pamela Villoresi, Ivan Franek e Rocco Papaleo.

## Trama
Un uomo si sveglia con un fastidioso fischio alle orecchie e con un post-it sul frigorifero, lasciato dalla fidanzata Alice, che gli annuncia la morte del suo amico Luigi, del quale però non ricorda l'esistenza. Oltre a questo, dopo una serie di circostanze bizzarre, inizia a sorgere in lui il dubbio che Alice non sia soddisfatta della loro relazione. Nel corso della giornata l'uomo tenta quindi di scoprire la causa del fischio, l'identità di Luigi e il modo per tornare a essere felice insieme ad Alice.

## Distribuzione
Nel settembre del 2016 il film è stato mostrato in anteprima nella sezione "Biennale College" della 73ª Mostra internazionale d'arte cinematografica di Venezia. Il 3 marzo 2017 è stato mostrato alla 14ª edizione del Monte-Carlo Film Festival de la Comédie. Il 26 e il 27 aprile 2017 è stato proiettato anche al Bari International Film Festival.
Tra gli altri festival a cui il film ha preso parte vi sono il Terra di Siena Film Festival, il Seattle International Film Festival, l'Italian Contemporary Film Festival e il Festival internazionale del cinema di Rio de Janeiro.
Il film è uscito nei cinema italiani il 25 maggio 2017.

## Riconoscimenti
Alla Mostra internazionale d'arte cinematografica di Venezia Orecchie ha vinto il premio Arca CinemaGiovani come miglior film italiano e ha valso il premio NuovoImaie Talent Award a Daniele Parisi, come miglior attore esordiente.
Al Monte-Carlo Film Festival de la Comédie ha vinto il Premio del Pubblico e ha valso a Parisi il premio come miglior attore.
In seguito il film è stato candidato come miglior commedia ai Nastri d'argento 2017.